# Теорема Льоба
Теорема Леба — теорема в математичній логіці про взаємозв'язок між доказовими твердження і самим твердженням. Доведена математиком Мартіном Лебом в 1955 році.
Теорема Леба стверджує, що у всякій теорії, що включає аксіоматику Пеано, для будь-якого висловлювання {\displaystyle P} доведеність висловлювання «доведеність {\displaystyle P} тягне {\displaystyle P}» можлива тільки у разі доведеності самого висловлювання {\displaystyle P}. Символічно ця теорема може бути записана наступним чином:
{\displaystyle \Box (\Box P\rightarrow P)\rightarrow \Box P.}
Наслідком теореми Леба є те, що тільки в суперечливій теорії висловлювання «доведеність {\displaystyle P} тягне {\displaystyle P}» доказове для всіх тверджень {\displaystyle P}.
Деякі дослідники відзначають, що теорема Леба може розглядатися як результат формалізації міркувань, аналогічних парадоксу Каррі, за допомогою нумерації Ґеделя.